# أنتوني كلارك (دراج)
أنتوني كلارك (بالإنجليزية: Anthony Clark)‏ هو دراج أمريكي، ولد في 14 يونيو 1987.

## وصلات خارجية
- أنتوني كلارك على موقع أرشيف الدراجات (الإنجليزية)